# Mike Campbell
Mike Campbell (* 1. Februar 1950 in Panama City, Florida) ist ein US-amerikanischer Musiker. Er ist ehemaliger Gitarrist von Tom Petty & the Heartbreakers und seit 2018 Mitglied von Fleetwood Mac.

## Leben
Im Alter von 16 Jahren bekam er seine erste Gitarre. Nachdem er zu Beginn seiner Karriere in zwei Bands (Dead Or Alive, Mudcrutch) gespielt hatte, wurde der Gitarrist 1975 Gründungsmitglied von Tom Petty & the Heartbreakers, zu denen er bis zu Pettys Tod ohne Unterbrechung gehörte. Nebenher co-produzierte er einige Alben der Band sowie die drei Soloalben von Tom Petty Full Moon Fever, Wildflowers und Highway Companion. Er schrieb auch einige Lieder für andere Künstler, so zum Beispiel auch den größten Teil der ersten LP von Meat Loaf (Meat Loaf feat. Stoney, 1978). Seine erfolgreichste Komposition ist wahrscheinlich der Song The Boys of Summer, den er gemeinsam mit Don Henley schrieb.
Seit 1975 ist Campbell mit Marcie verheiratet, mit der er drei Kinder hat.

## The Dirty Knobs
Neben Tom Petty & the Heartbreakers ist Mike Campell in der Band The Dirty Knobs produktiv. Campell selbst sagt über den Sound der Dirty Knobs, er sei etwas „kantiger“ als der Klang der Heartbreakers und sehr an den 60er Jahren ausgerichtet. Auch seien Beimischungen und Einflüsse der Kinks, Led Zeppelin und der Animals zu erkennen. Er gibt an, in dieser Band einen Ausgleich zu seiner Arbeit mit den Heartbreakers zu sehen und eine Möglichkeit der Selbstverwirklichung.

„Es ist etwas, was ich vermutlich schon vor einer ganzen Weile hätte tun sollen, aber es kam nie dazu, weil ich mit den Heartbreakers beschäftigt war. Ein bisschen Dirty Knobs-Material wurde schon aufgenommen und viele andere Stücke stehen kurz vor der Fertigstellung, aber sie [Dirty Knobs] suchen nicht nach einem Vertrag, sondern sind zuversichtlich, hier und da ein paar Gigs in Clubs um Los Angeles spielen zu können.“

## Equipment und Technik
Campbell ist für sein exzellentes Slide-Spiel bekannt. Davon abgesehen ist seine Gitarrenarbeit sehr von rhythmischer Akkordarbeit geprägt. Darüber hinaus spielt Campbell gelegentlich Surf-Musik. Hierzu spielt er eine Fender Jaguar-Gitarre, die sonst wenig Einsatz bei Tom Petty & the Heartbreakers fand. Dort spielte Campbell vornehmlich Rickenbacker-Gitarren sowie ein eigens für ihn entworfenes Duesenberg DMC Mike Campbell Modell.
Der Rolling Stone listete Campbell 2011 auf Rang 79 der 100 größten Gitarristen aller Zeiten.